# Diensdorf (Ottendorf-Okrilla)

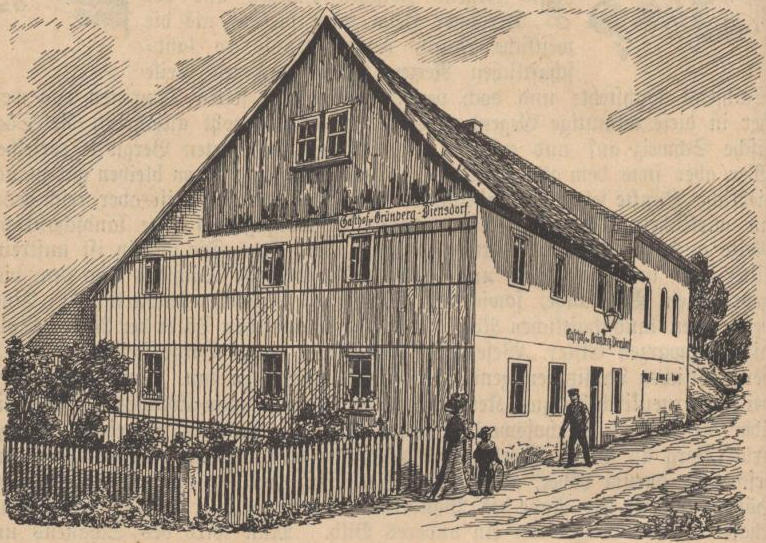
Gasthof Grünberg-Diensdorf 1904

Diensdorf ist ein Teil des Ortsteils Grünberg in der Gemeinde Ottendorf-Okrilla, die zum Landkreis Bautzen in Sachsen gehört. Der Ort an der Großen Röder wurde 1350 erstmals als „Dybesdorf“ bzw. „Divesdorf“ erwähnt und schon 28 Jahre später als „wustes dorf“ bezeichnet. Im 15. Jahrhundert erfolgte wahrscheinlich die Wiederbesiedlung der Flur, 1551 bewirtschafteten sieben besessene Mann und zwei Inwohner das Land. Dann lag der Ort 1604 erneut wüst, 1834 hatte er nur 48 Einwohner. Bereits 1864 kam es zur Eingemeindung des Dorfes nach Grünberg. Seit 1994 gehört es zu Ottendorf-Okrilla.